# 奧蘭 (印第安納州)
奧蘭（英語：Orland）是一個位於美國印地安納州斯托本縣的城鎮。

## 人口
根據2010年美國人口普查的數據，奧蘭的面積為1.78平方千米，當中陸地面積為1.78平方千米，而水域面積為0.00平方千米。當地共有人口434人，而人口密度為每平方千米244人。